# Timoteo Navarro
Timoteo Eduardo Navarro (San Miguel de Tucumán, Provincia de Tucumán, Argentina, 18 de diciembre de 1909 - ibídem, 14 de marzo de 1965) fue un artista plástico argentino. Estudió en la Academia Provincial de Bellas Artes Dante Alighieri de la Provincia de Santa Fe bajo de la dirección de Juan Cingolani, donde se graduó en 1930 con el título de profesor de Dibujo y Pintura. Residió la mayor parte de su vida en Tucumán.
A la edad de dieciocho años queda huérfano de padre y, por ser el mayor, se hace cargo de la educación de sus hermanos menores, ayudando a su madre en lo económico con la realización de diferentes empleos.
Fue profesor de artes en la Escuela Infantil de artes plásticas en Tucumán entre los años 1943 y 1950. Ulteriormente fue profesor en el entonces Instituto Superior de Artes Plásticas de la Universidad Nacional de Tucumán y luego profesor de plástica de la Facultad de Arquitectura y Urbanismo de la misma universidad.

## Premios
Obtuvo en 1931 el Primer Premio de Pintura del Salón Provincial de Bellas Artes de Santa Fe, el Primer Premio de Dibujo del IX Salón de Artes Plásticas de Tucumán en 1949, el Premio Adquisición del Salón Nacional de la Rioja en 1952, el Primer Premio de Pintura del III Salón de Primavera Peña el Cardón, Tucumán, en 1952, el primer Premio Salón Quinquenio Peña el Cardón en 1955, el Premio Conmemoración del XXX Salón Nacional de Santa Fe en 1955, el Primer premio de pintura del II Salón Municipal del Norte en San Miguel de Tucumán en 1957, el Premio Colegio de Escribanos del XXXIV Salón Nacional de Santa Fe en 1959, el Primer Premio de Pintura IV Salón Nacional de Tucumán en 1959 y el Primer Premio de Pintura del Salón San Pablo de Tucumán en 1962, entre muchos otros.

## Museo
Ha dado su nombre a uno de los principales museos artísticos de la ciudad de San Miguel de Tucumán, el denominado Museo Provincial de Bellas Artes Timoteo Navarro, que entre otras alberga muchas de sus obras. Otras obras suyas se encuentran en los museos provinciales argentinos de Santa Fe, Entre Ríos, Catamarca, Santiago del Estero, Córdoba y la Rioja